# Młódnice
Młódnice dawniej też Młodnice – wieś w Polsce położona w województwie mazowieckim, w powiecie radomskim, w gminie Przytyk. Ma status sołectwa.
Prywatna wieś szlachecka Młodnice, położona była w drugiej połowie XVI wieku w powiecie radomskim województwa sandomierskiego. W latach 1975–1998 miejscowość administracyjnie należała do województwa radomskiego. 
Wierni Kościoła rzymskokatolickiego należą do parafii Wniebowzięcia Najświętszej Maryi Panny w Jarosławicach.